# Ugo Ceseri
Ugo Ceseri, né à Florence le 30 juin 1893 et mort à Rome le 3 décembre 1940, est un metteur en scène et acteur italien.
Il est apparu dans quarante-deux films entre 1931 et sa mort en 1940. En 1934, il est apparu dans 18 BL, une tentative du gouvernement fasciste pour créer un théâtre de masse. La pièce a été dirigée par Alessandro Blasetti et regroupé 2 000 acteurs amateurs.

## Filmographie partielle
- 1932 : 
  - La vecchia signora d'Amleto Palermi
  - Le Palio de Sienne (Palio) d'Alessandro Blasetti
- 1933 : Il caso Haller d'Alessandro Blasetti
- 1934 : Seconda B de Goffredo Alessandrini
- 1935 :
  - Aldebaran d'Alessandro Blasetti
  - Le Passeport rouge (Passaporto rosso) de Guido Brignone
- 1936 : 
  - Les Deux Sergents (I due sergenti) d'Enrico Guazzoni
  - Musica in piazza de Mario Mattoli
- 1937 : Contessa di Parma d'Alessandro Blasetti
- 1938 : L'orologio a cucù de Camillo Mastrocinque
- 1939 : 
  - Une aventure de Salvator Rosa (Un'avventura di Salvator Rosa) d'Alessandro Blasetti
  - Retroscena d'Alessandro Blasetti